# Grande Prêmio de Mônaco de 1983
Resultados do Grande Prêmio de Mônaco de Fórmula 1 realizado em Montecarlo em 15 de maio de 1983. Quinta etapa do campeonato, foi vencido pelo finlandês Keke Rosberg, da Williams-Ford, com Nelson Piquet em segundo pela Brabham-BMW e Alain Prost em terceiro pela Renault.

## Resumo
22ª posição para Niki Lauda e 23ª para John Watson, numa combinação infeliz de pneus e mau tempo resultaram pela primeira vez para que a McLaren não qualificasse seus dois carros para uma corrida. A única não qualificação de Lauda na carreira.
Pouco antes da largada começa a chover forte em Mônaco. Os pilotos e equipes não sabem ao certo que pneu escolher, já que os boxes são apertados e uma parada seria complicada. Apesar do reabastecimento estar difundido na categoria, nesta corrida ela não irá ocorrer por determinação dos promotores e autoridades do principado. Rosberg, Laffite, Surer e Warwick escolhem largar com pneus slicks e se aproveitam o fato da pista ir secando aos poucos e assumem as quatro primeiras posições, os demais andam com pneus "biscoitos" sendo obrigados a realizar o pit-stop. Na volta 49, Warwick força ultrapassagem sobre Surer na entrada da Saint-Dévote e batem, Piquet que vinha logo atrás assume o terceiro lugar e com a quebra e Lafitte, termina em segundo e sai do principado como líder do campeonato de 1983. Foi a última corrida de Chico Serra na Fórmula 1.

## Classificação

### Pré-qualificação
| Pos. | Nº | Piloto           | Construtor    | Tempo    | Diferença |
| ---- | -- | ---------------- | ------------- | -------- | --------- |
| 1    | 36 | Bruno Giacomelli | Toleman-Hart  | 1:32.190 | —         |
| 2    | 17 | Eliseo Salazar   | RAM-Ford      | 1:32.502 | + 0.312   |
| 3    | 35 | Derek Warwick    | Toleman-Hart  | 1:33.453 | + 1.263   |
| 4    | 34 | Johnny Cecotto   | Theodore-Ford | 1:33.817 | + 1.627   |
| 5    | 33 | Roberto Guerrero | Theodore-Ford | 1:38.389 | + 6.199   |

### Treinos oficiais
| Pos.    | Nº | Piloto             | Equipe            | Q1       | Q2       | Grid     |
| ------- | -- | ------------------ | ----------------- | -------- | -------- | -------- |
| 1       | 15 | Alain Prost        | Renault           | 1:24.840 | 1:52.845 | —        |
| 2       | 28 | René Arnoux        | Ferrari           | 1:25.182 | 1:52.183 | + 0.342  |
| 3       | 16 | Eddie Cheever      | Renault           | 1:26.279 | 1:52.434 | + 1.439  |
| 4       | 27 | Patrick Tambay     | Ferrari           | 1:26.298 | 1:53.987 | + 1.458  |
| 5       | 1  | Keke Rosberg       | Williams-Ford     | 1:26.307 | 1:52.030 | + 1.467  |
| 6       | 5  | Nelson Piquet      | Brabham-BMW       | 1:27.273 | 1:56.736 | + 2.433  |
| 7       | 22 | Andrea de Cesaris  | Alfa Romeo        | 1:27.680 | 1:54.335 | + 2.840  |
| 8       | 2  | Jacques Laffite    | Williams-Ford     | 1:27.726 | 1:53.580 | + 2.886  |
| 9       | 25 | Jean-Pierre Jarier | Ligier-Ford       | 1:27.906 | 1:55.986 | + 3.066  |
| 10      | 35 | Derek Warwick      | Toleman-Hart      | 1:28.017 | s/ tempo | + 3.177  |
| 11      | 3  | Michele Alboreto   | Tyrrell-Ford      | 1:28.256 | 2:00.969 | + 3.416  |
| 12      | 29 | Marc Surer         | Arrows-Ford       | 1:28.346 | 1:56.836 | + 3.506  |
| 13      | 23 | Mauro Baldi        | Alfa Romeo        | 1:28.639 | 1:56.398 | + 3.799  |
| 14      | 12 | Nigel Mansell      | Lotus-Ford        | 1:28.721 | 1:56.560 | + 3.881  |
| 15      | 30 | Chico Serra        | Arrows-Ford       | 1:28.784 | s/ tempo | + 3.944  |
| 16      | 9  | Manfred Winkelhock | ATS-BMW           | 1:28.975 | 2:01.178 | + 4.135  |
| 17      | 6  | Riccardo Patrese   | Brabham-BMW       | 1:29.200 | s/ tempo | + 4.360  |
| 18      | 26 | Raul Boesel        | Ligier-Ford       | 1:29.222 | 1:59.110 | + 4.382  |
| 19      | 11 | Elio de Angelis    | Lotus-Renault     | 1:29.518 | 1:56.762 | + 4.678  |
| 20      | 4  | Danny Sullivan     | Tyrrell-Ford      | 1:29.530 | 2:09.076 | + 4.690  |
| 21      | 36 | Bruno Giacomelli   | Toleman-Hart      | 1:29.552 | s/ tempo | + 4.712  |
| 22      | 8  | Niki Lauda         | McLaren-Ford      | 1:29.898 | 1:52.448 | + 5.058  |
| 23      | 7  | John Watson        | McLaren-Ford      | 1:30.283 | 1:53.772 | + 5.443  |
| 24      | 31 | Corrado Fabi       | Osella-Ford       | 1:30.495 | s/ tempo | + 5.655  |
| 25      | 17 | Eliseo Salazar     | RAM-Ford          | 1:31.229 | s/ tempo | + 6.389  |
| 26      | 32 | Piercarlo Ghinzani | Osella-Alfa Romeo | 1:35.572 | s/ tempo | + 10.732 |
| Fontes: |    |                    |                   |          |          |          |

### Corrida
| Pos.    | Nº | Piloto             | Construtor        | Voltas              | Tempo/Diferença     | Grid                | Pontos              |
| ------- | -- | ------------------ | ----------------- | ------------------- | ------------------- | ------------------- | ------------------- |
| 1       | 1  | Keke Rosberg       | Williams-Ford     | 76                  | 1:56:38.121         | 5                   | 9                   |
| 2       | 5  | Nelson Piquet      | Brabham-BMW       | 76                  | + 18.475            | 6                   | 6                   |
| 3       | 15 | Alain Prost        | Renault           | 76                  | + 31.366            | 1                   | 4                   |
| 4       | 27 | Patrick Tambay     | Ferrari           | 76                  | + 1:04.297          | 4                   | 3                   |
| 5       | 4  | Danny Sullivan     | Tyrrell-Ford      | 74                  | + 2 voltas          | 20                  | 2                   |
| 6       | 23 | Mauro Baldi        | Alfa Romeo        | 74                  | + 2 voltas          | 13                  | 1                   |
| 7       | 30 | Chico Serra        | Arrows-Ford       | 74                  | + 2 voltas          | 15                  |                     |
| Ret     | 6  | Riccardo Patrese   | Brabham-BMW       | 64                  | Pane elétrica       | 17                  |                     |
| Ret     | 2  | Jacques Laffite    | Williams-Ford     | 53                  | Câmbio              | 8                   |                     |
| Ret     | 35 | Derek Warwick      | Toleman-Hart      | 50                  | Colisão             | 10                  |                     |
| Ret     | 29 | Marc Surer         | Arrows-Ford       | 49                  | Colisão             | 12                  |                     |
| Ret     | 11 | Elio de Angelis    | Lotus-Renault     | 49                  | Transmissão         | 19                  |                     |
| Ret     | 25 | Jean-Pierre Jarier | Ligier-Ford       | 33                  | Hidráulico          | 9                   |                     |
| Ret     | 16 | Eddie Cheever      | Renault           | 30                  | Pane elétrica       | 3                   |                     |
| Ret     | 22 | Andrea de Cesaris  | Alfa Romeo        | 13                  | Câmbio              | 7                   |                     |
| Ret     | 28 | René Arnoux        | Ferrari           | 6                   | Colisão             | 2                   |                     |
| Ret     | 26 | Raul Boesel        | Ligier-Ford       | 3                   | Colisão             | 18                  |                     |
| Ret     | 9  | Manfred Winkelhock | ATS-BMW           | 3                   | Colisão             | 16                  |                     |
| Ret     | 3  | Michele Alboreto   | Tyrrell-Ford      | 0                   | Colisão             | 11                  |                     |
| Ret     | 12 | Nigel Mansell      | Lotus-Ford        | 0                   | Colisão             | 14                  |                     |
| DNQ     | 36 | Bruno Giacomelli   | Toleman-Hart      | Não qualificado     | Não qualificado     | Não qualificado     | Não qualificado     |
| DNQ     | 8  | Niki Lauda         | McLaren-Ford      | Não qualificado     | Não qualificado     | Não qualificado     | Não qualificado     |
| DNQ     | 7  | John Watson        | McLaren-Ford      | Não qualificado     | Não qualificado     | Não qualificado     | Não qualificado     |
| DNQ     | 31 | Corrado Fabi       | Osella-Ford       | Não qualificado     | Não qualificado     | Não qualificado     | Não qualificado     |
| DNPQ    | 17 | Eliseo Salazar     | RAM-Ford          | Não pré-qualificado | Não pré-qualificado | Não pré-qualificado | Não pré-qualificado |
| DNPQ    | 32 | Piercarlo Ghinzani | Osella-Alfa Romeo | Não pré-qualificado | Não pré-qualificado | Não pré-qualificado | Não pré-qualificado |
| Fontes: |    |                    |                   |                     |                     |                     |                     |

## Tabela do campeonato após a corrida
| Pos.    | Piloto         | Pontos |
| ------- | -------------- | ------ |
| 1       | Nelson Piquet  | 21     |
| 2       | Alain Prost    | 19     |
| 3       | Patrick Tambay | 17     |
| 4       | Keke Rosberg   | 14     |
| 5       | John Watson    | 11     |
| Fontes: |                |        |

| Pos.    | Construtor    | Pontos |
| ------- | ------------- | ------ |
| 1       | Ferrari       | 25     |
| 2       | Renault       | 23     |
| 3       | Brabham-BMW   | 21     |
| 4       | McLaren-Ford  | 21     |
| 5       | Williams-Ford | 21     |
| Fontes: |               |        |

- Nota: Somente as primeiras cinco posições estão listadas. Entre 1981 e 1990 cada piloto podia computar onze resultados válidos por temporada não havendo descartes no mundial de construtores.